# São Geraldo do Baixio
São Geraldo do Baixio là một đô thị thuộc bang Minas Gerais, Brasil. Đô thị này có diện tích 280,01 km², dân số năm 2007 là 3253 người, mật độ 10,2 người/km².